# Regions Bank Building (Jackson)
El Regions Bank Building es un edificio histórico de gran altura en la ciudad de Jackson, en el estado de Misisipi (Estados Unidos). Fue diseñado en estilo neorrenacentista y se completó en 1930. En 1958 se realizó una remodelación que dobló su altura. Es el tercer edificio más alto de Jackson. Desde 2015 pertenece al Hertz Investment Group.